# Sainte-Eulalie (Cantal)
Sainte-Eulalie é uma comuna francesa na região administrativa de Auvérnia-Ródano-Alpes, no departamento de Cantal. Estende-se por uma área de 14,51 km². Em 2010 a comuna tinha 230 habitantes (densidade: 15,9 hab./km²).